# Provincia del General José Ballivián
La provincia del General José Ballivián es una provincia de Bolivia, ubicada en el departamento del Beni, tiene como su capital al municipio de los Santos Reyes. Se encuentra ubicada al oeste del departamento, tiene una superficie de 40 444 km², siendo la provincia más grande del departamento, cuenta con una población de 82 783 habitantes (INE 2012). y con una densidad de 2,05 hab/km². La provincia tiene como su ciudad más poblada San Borja, pero la capital provincial es Santos Reyes.
Mediante el decreto ley del 3 de diciembre de 1937, durante el gobierno de Germán Busch, se creó la provincia del General José Ballivián.

## Geografía
La provincia se ubica al extremo oeste del departamento del Beni. Limita al oeste con el departamento de La Paz, al sur con la provincia de Moxos, al este con la provincia de Yacuma, y al norte con la provincia de Vaca Díez y el departamento de Pando.

## Demografía
De acuerdo con el censo boliviano de 2024, la población de la provincia del General José Ballivián es de 88 764 habitantes.
La población de la provincia casi se ha duplicado en las últimas dos décadas:
| Año  | Población | Fuente     |
| ---- | --------- | ---------- |
| 1992 | 47.420    | Censo 1992 |
| 2001 | 68.174    | Censo 2001 |
| 2012 | 82.700    | Censo 2012 |
| 2024 | 88.764    | Censo 2024 |

## Municipios
La provincia está dividida políticamente en cuatro municipios, los cuales son:
- Santos Reyes: capital
- San Borja: municipio más poblado
- Santa Rosa de Yacuma
- Rurrenabaque

## Economía
El turismo ecológico y de aventura es una industria que está creciendo en la provincia, especialmente en sus áreas protegidas, como por ejemplo el Área protegida municipal Pampas del río Yacuma, en el municipio de Santa Rosa.